# Александър Илиев
Александър Илиев с псевдоним Чаушът и Климент Кецкаров е български революционер, войвода на Вътрешната македоно-одринска реолюционна организация.

## Биография
Александър Илиев е роден във Враца на 15 октомври 1879 г. Учи в гимназия в София и се включва в дейността на ВМОРО. Запознава се с Гоце Делчев, с когото стават приятели. След завършването на гимназията през 1898 г. Гоце Делчев урежда неговото назначаване за учител в село Дедино, Радовишко. Тук Илиев се запознава и с Кръстю Асенов, с когото също стават добри приятели.
През 1901 година властите разбират за неговата революционна дейност и той минава в нелегалност в четата на Христо Чернопеев. Участва в акцията по отвличането на американската мисионерка аферата „Мис Стоун“. Назначен е за петрички околийски войвода.
В Петричко младият войвода се сблъсква с върховистките чети и пада убит през декември 1901 година от петричкия върховистки войвода Дончо Златков., като главата му е разбита с приклад на пушка от Алексо Поройлията.